# I'm So Sick
«I'm So Sick» —en español: «Estoy enferma»— es el primer sencillo de Flyleaf incluido en su álbum debut homónimo  Flyleaf. También es su segundo vídeo musical, y se ha demostrado en muchas cadenas de televisión convencional.

## Información de la canción
La introducción se tocó con un bajo distorsionado. Lacey Mosley vocalista de  Flyleaf comentó una vez que ella se sorprendió de lo fuerte que su voz sonaba cuando gritaba durante las presentaciones. 
El 3 de marzo de 2008, I'm So Sick fue lanzado en el Reino Unido y se tocó en Scuzz, Kerrang! y MTV2. 
Hay otra versión de esta canción que es la versión demo en su EP Flyleaf esta versión es más larga y tiene más letras. En la versión para difusión radial se suprimieron los gritos en la canción. 

## Significado de la canción
"I'm So Sick es acerca de como el mundo a veces puede ser tan enfermo y un lugar horrible, y como eso puede influenciarnos y decirnos como debemos vivir o como debemos ser. Las Personas hacen cosas solo Porque todos las hacen y se preguntan porque se sienten vacíos todo el tiempo. Alguien quien tiene una postura firme en lo que saben que es verdad autorizará a los seguidores vacíos a descubrir quienes son como individuos con objetivos y esto crea líderes con voces propias" - Lacey

### Apariciones en medios de comunicación
El video de "I'm So Sick" aparece alrededor de 10 minutos en la película Live Free or Die Hard. Hay un remix de esta canción que se incluye en el banda sonora de Resident Evil: Extinction. El remix fue creado por The Legion of Doom. Una versión en vivo de la canción fue incluido en el DVD de The Family Values Tour 2006, una gira organizada por la banda de metal alternativo Korn.
La canción ha sido destacado en juegos. "I'm So Sick" es un bonus track desbloqueable en el juego de video Rock Band.

## Lista de canciones
Sencillo Internacional
| CD  |                              |          |  |
| N.º | Título                       | Duración |  |
| 1.  | «I'm So Sick (Radio Edit)»   | 2:54     |  |
| 2.  | «I'm So Sick (Live Version)» | 3:23     |  |

Radio
| Radio Single #1 |                               |          |  |
| N.º             | Título                        | Duración |  |
| 1.              | «I'm So Sick (Álbum Versión)» | 2:58     |  |
| 2.              | «I'm So Sick (Radio Edit)»    | 2:58     |  |
| 3.              | «Call Out Hook»               | 0:10     |  |

| Radio Single #2 |                                |          |  |
| N.º             | Título                         | Duración |  |
| 1.              | «I'm So Sick (Top 40 Version)» | 2:58     |  |
| 2.              | «I'm So Sick (Álbum Versión)»  | 2:58     |  |
| 3.              | «Call Out Hook»                | 0:10     |  |

## Posicionamiento
| Lista (2006)                            | Mejor posición |
| --------------------------------------- | -------------- |
| Estados Unidos (Mainstream Rock Tracks) | 12             |
| Estados Unidos (Modern Rock Tracks)     | 27             |